# 卡尔帕娜·乔拉
卡尔帕娜·乔拉（英語：Kalpana Chawla，1962年3月17日—2003年2月1日），生於印度卡尔纳尔，是一名印裔美籍太空人。她是第一位印度裔美國籍太空人，也是首位進入太空的印度女性。1997年，參與哥倫比亞號太空梭的太空任務，首次進入太空。2003年2月1日，哥倫比亞號太空梭爆炸解體時，她是七位罹難太空人之一。小行星51826號以其名字命名作為紀念。